# El Espinillo (Formosa)
El Espinillo, también conocida simplemente como Espinillo, es la ciudad cabecera del departamento Pilagás, en la provincia de Formosa, Argentina;  a la vera de la RN 86 km 1.382,  a 94 km de la ciudad de Clorinda y a 196 km de la ciudad de Formosa. A los 58°32'12" de longitud Oeste y 24°58'13", de latitud Sur.
Existen dos vías de acceso a El Espinillo, desde la ciudad capital de Formosa: Por la ruta N°11 que empalma en Clorinda con la Ruta N.º 86 recorrido total de 208 km, y por la misma ruta la nacional N.º 11 que empalma a su vez con la provincial N.º 2, y esta con la ruta Nacional N.º 86 (recorrido total de 176 km). Es la antípoda exacta de Taipéi, la capital de Taiwán.

## Población
Cuenta con 4.500 habitantes en 2010, lo que representa un incremento leve frente al censo anterior.

## Clima
Pertenece al clima cálido Subtropical con marcada acentuación de la temperatura en el verano, estación que se anticipa y alcanza una duración aproximada de 8 meses. La temperatura anual media es de 23 grados, siendo la media máxima de 29 grados y la media mínima de 17 grados. 
El promedio anual de humedad es del 67%, predominan los vientos del norte y el noreste en el verano, y del sur y sudeste en el invierno, son de escasa velocidad, entre 7 y 10 km por horas de promedio anual. Son frecuentes los cambios bruscos en la dirección de los vientos, que produce descenso de la temperatura y lluvias. Los meses más lluviosos son los que van de octubre a marzo y la media anual es de mil a mil quinientos milímetros. 

## Suelo
Perteneciente a la Llanura Chaqueña, predomina el tipo de humus arenoso. Encontramos también suelos con altos índices de arcillas. 
Los terrenos libres de vegetación presentan habitualmente un desnivel de noroeste a sudeste, dirección que siguen los principales cursos de aguas. 
Por el extremo Norte del pueblo corre el riacho Porteño, el cual provee a la localidad de agua potable y para obras de riego. Es por eso que las variaciones en su caudal, relacionada con los deshielos producidos en las alturas cordilleranas y altiplanos Bolivianos, son seguidos con especial atención por los pobladores. 
La localidad esta rodeada por dos grandes Esteros, como el Embalse Pigho, Pigho Chico, Coinack y otros. 
Al sudeste nace el Riacho He Hé, que pese a encontrarse a solo unos 7 km, no influye en la actividad económica de esta. 
Al Norte, a unos 18 km de distancia se ubica el río Pilcomayo, que sirve de límite con la República del Paraguay. Sus aguas salobres no presentan mayor utilidad al desarrollo agropecuario de la zona. 

## Flora
Por pertenecer al clima Subtropical, la flora es rica y variada, existen grandes extensiones de terrenos cubiertos totalmente con diversas especies de palmas, entre las que se destacan la "blanca" y la "colorada". 
Las masas boscosas se presentan en forma de isletas. También masas denominadas en Galería, es decir, que se presentan bordeando los cursos de aguas de riachos y ríos. 
Las especies más difundidas son: algarrobo blanco, algarrobo negro, palo borracho, quebracho colorado, algarrobillo, lapacho, palo santo, palo blanco, ceibo, guayaibí, espina de corona, vinal, tala, timbo colorado, tatané, espinillo, aromito, etc. También se encuentran profusión de camalotes. 
El caraguatá es otra especie ampliamente difundida que crece al amparo de las formaciones boscosas. 

## Fauna
Las variadas especies animales que se encuentran en el lugar son propias del clima subtropical y habitan los montes bajos, son característicos de la zona. Citaremos entre los más comunes a los siguientes: tatú, jabalí, monito, corzuela, coatí, oso hormiguero, cuis, carpincho, tapir, conejo, morito, zorro, carancho, etc. 
Uno de los rasgos típicos del lugar lo constituyen la abundancia de reptiles: culebra, curiyú, yarará, coral, falsa coral y falsa yarará. 
En las lagunas y esteros encontramos el yacaré, variadas especies de batracios y variadas aves de rivera, como garza, tucán, loro, pájaro carpintero, etc. Aves rapaces como carancho, búhos, lechuzas. Aves coloridas como colibrí, pechirrojo, cardenal, benteveo, canarios y muchos más. 
Entre los antrópodos, transmisores de enfermedades tenemos abundantes mosquitos, arácnidos varios, vinchucas, etc. 

## Historia

### Poblaciones indígenas
A fines del siglo XIX, poblaban las zonas aledañas a la localidad de El Espinillo diversas tribus de Indígenas. 
Puede afirmarse que la gran mayoría pertenecía a diversas tribus tobas y matacos. 
Refiriéndose a ellos, cuenta el Doctor Esteban Laureano Maradona, que se trataba de hombres de complexión atlética, erguidos y musculosos, de piel cobriza, cabellos renegridos y lacios, se caracterizaban por el rostro ancho, frente deprimida, nariz achatada y pequeños ojos negros. 
Eran de naturaleza nómade, estando sus movimientos regidos únicamente por la necesidad de asegurar su subsistencia a través de la caza y de la pesca. 
Entre desplazamiento y desplazamiento erigían su toldería: a orillas de ríos y lagunas. En sus obras empleaban arcones y ramas en la construcción de sus viviendas, luego las recubrían con pieles y hojas de palmeras y arapos, constituyéndose en conjunto una rancheada. Así permanecían hasta que buscaban lugares más apropiados para la caza y la pesca, luego decidían marcharse, o bien cuando ocurría una desgracia familiar y moría algún indígena, abandonaban el rancherío quemándolo para destruir el mal espíritu, conforme a sus creencias. 
La familia era generalmente monogámica. Los hombres salían en busca del sustento diario, basado principalmente en carne de animales silvestres. La mujer, un poco más sedentaria que el hombre, se ocupaba regularmente de los quehaceres domésticos y de los niños. En ocasiones se ocupaba de la agricultura, dejando la caza y la pesca en manos del hombre. 
Es importante destacar: Los Tobas y también los Pilagás, constituían los agrupamientos indígenas de la región más susceptibles del progreso. 
La evolución a través del tiempo, el contacto con otros medios sociales, hacen que sean muy difícil reconocer hoy a sus descendientes. 

### Las primeras exploraciones
Los primeros intentos de población de la zona se realizaron en el siglo XVI. Los conquistadores españoles supieron que el río Pilcomayo los llevaría a la legendaria sierra de la Plata, ubicada en la actual Bolivia. Así fue como trataron de remontar ese río, que pasa a solo 18 km de El Espinillo, Sebastián Gaboto en 1528, Juan de Loyola en 1537, y Chaves en 1545. 
A través de los años fueron muchos los que exploraron el Pilcomayo y que intentaron el reconocimiento del Estero Patiño. El primero en tener éxito fue el entonces Teniente de Navío Valentín Freilgerg, quien en 1884, en los vaporcitos Explorador y Atlántico, pudo remontar el río hasta la desembocadura del Dorado. 
En cuanto al lugar preciso en que se estableció nuestro pueblo, existen referencias de que en 1900, los cazadores que comerciaban con los indios habían abierto un camino que transitaban en sus frecuentes viajes, entre Clorinda y el Estero Patiño. También los Misioneros Franciscanos, establecidos en Misión Tacaaglé desde 1900, cruzaban reiteradas veces en sus viajes a Clorinda. 

### La Misión Tacaaglé
El decreto firmado el 13 de julio de 1900, por el entonces Presidente Julio Argentino Roca, disponía la autorización pertinente para que los misioneros franciscanos del colegio de la Merced de la Provincia de Corrientes, fundasen una misión y Colonia aborigen en el Territorio de Formosa. Nace así la primera población de la zona, la Misión Tacaaglé. Cuenta entre sus servicios, una oficina de correos, Registro Civil, Parroquia, Carpintería, Herrería, Albañilería, etc. y la importancia que alcanza como único centro poblacional organizado, determinó que se designe cabeza de Departamento Pilagás por decreto del 20 de octubre de 1915, suscrito por el entonces presidente Roque Sáenz Peña, modificatorio del fechado el 19 de mayo de 1904, que dieron origen a la actual división política de la provincia. 
La zona se desarrolla muy lentamente. Debido a la proximidad de este con la República del Paraguay, a 20 años de su fundación solo se utilizaba en ella dinero paraguayo. En 1930, un censo local daba un porcentaje de 95% de paraguayos sobre el total de la población. 

### Primeros pobladores
En 1878, los señores Bouvier y Nougues, obtuvieron en concesión precaria del gobierno argentino 12.000 has. de territorio sobre la margen derecha del río Paraguay, a 45 km de Asunción y frente a Villeta, allí fundan la Colonia Bouvier, en 1892 instalan un importante ingenio azucarero con radicación de colonos franceses y alemanes. 
En 1899, Luciani de Bordeaux, administrador de la mencionada colonia, viajó a su país natal, Francia, allí se encontró con Don Enrique Jojot, oriundo de Lorena (Francia) y lo convenció de venir a América, instalándose en Bouvier con toda su familia. 
Las grandes inundaciones de 1.904, que arrasaron con todas las plantaciones, inician la paralización del ingenio que culminaría con la venta de todas sus maquinarias, transformándose desde entonces en una zona exclusivamente ganadera. 
Es entonces por esa causa, y en ese año que los Jojot y otros colonos, buscan nuevos horizontes para desarrollar sus actividades en forma independiente. La búsqueda los lleva a un paraje del que tenían conocimiento por ser punto en común entre los que transitaban desde Clorinda hacia Misión Tacaaglé. Fue así que después de reconocerlo se instalasen definitivamente en él, entre los meses de septiembre y octubre de 1905. 
A este primer asentamiento le siguen otros primeros pobladores de la ciudad de Clorinda, muchos de ellos, amigos personales de la familia Jojot. Fueron entonces: León, Julio, Edmundo, Emilio, Eloisa, Enrique, y Augusto Jojot. En breve lapso de tiempo fueron seguidos por: Emisario Torres, Alfonso Chir, Carlos Zechi, Eugenio Didelon, Vicente y Gabino Barreto. Todos ellos llegaron a este paraje dando origen a la actual localidad de El Espinillo. 
Los datos que hemos consignados fueron obtenidos de viejos residentes que dieron testimonio a estas informaciones.

## Reserva Pay Curuzú
Fue una reserva ecológica privada, de 50 ha, se podía realizar campamento y caminatas por senderos guiados. Por la Reserva pasa el Riacho Porteño, con un muelle.
Fue a remate en 2017 por deudas con el Banco de la Nación Argentina

## Parroquias de la Iglesia católica en El Espinillo
| Diócesis  | Formosa               |
| --------- | --------------------- |
| Parroquia | Inmaculada Concepción |